# Джеррі Чіверс
Джеральд Майкл «Чізі» Чіверс (англ. Gerald Michael "Cheesie" Cheevers, нар. 7 грудня 1940) — канадський колишній професійний хокейний воротар, який грав у Національній хокейній лізі (НХЛ) і Всесвітній хокейній асоціації (ВХА) між 1961 і 1980 роками. Чіверс найбільш відомий своїми двома виступами за «Бостон Брюїнс», з яким двічі здобув Кубок Стенлі в 1970 і 1972 роках. У 1985 році включений до Зали хокейної слави.
Став першим воротарем, хто прикрасив свою воротарську маску стібками в місцях удару шайби, що призвело до сучасної традиції воротарів прикрашати свої маски характерними візуальними стилями. У 1972 році Чіверс не зазнав поразок у 32 іграх поспіль, що є рекордом НХЛ, який залишається актуальним.